# 양모과속
양모과속(洋－瓜屬, 학명: Mespilus 메스필루스[*])은 장미과의 속이다.

## 종
- 양모과 M. germanica L.
- M. canescens J.B.Phipps